# Hurricane Venus
『Hurricane Venus』（ハリケーン・ビーナス）は、韓国出身の女性歌手BoAの6集として発表されたアルバム。

## 概要
デビュー10周年となる今年、前作『Girls On Top』から約5年という長いブランクを経てリリースされた。ボーカル曲を中心に収録。ジャケットヴィジュアルは、デコラティブなものとなっている。
「GAME」のミュージックビデオが先に公開され、そののち「Hurricane Venus」のミュージックビデオが公開された。
2010年10月2日には、「Copy&Paste」「I'm OK」を追加収録したリパッケージ・アルバム「Copy&Paste」がリリースされた。

## 収録曲

### Hurricane Venus
1. GAME
2. Hurricane Venus
3. Dangerous
4. Stand By (옆사람)
5. M.E.P (My electronic piano)
6. Let Me
7. Implode (한별)
8. Adrenaline
9. Ordinaly Day (하루하루)
10. Don't Know What to Say
11. Romance (로망스)

### Copy&Paste
1. Copy&Paste
2. Hurricane Venus
3. Dangerous
4. I'm OK (보고 싶더라)
5. GAME
6. Stand By (옆사람)
7. M.E.P (My Electronic Piano)
8. Let Me
9. Implode (한별)
10. Adrenaline
11. Ordinaly Day (하루하루)
12. Don't Know What to Say
13. Romance (로망스)